# Orlando, la meva biografia política
Orlando, la meva biografia política (francès: Orlando, ma biographie politique) és una pel·lícula documental francesa del 2023. Dirigida per Paul B. Preciado, ha estat subtitulada al català.

## Producció
En el càsting, el director va reunir 26 persones trans i no-binàries i va encoratjar-les a interpretar el paper d'Orlando de la novel·la homònima del 1928 escrita per Virginia Woolf.

## Estrena
Va ser seleccionada per a la secció Encounters del 73è Festival Internacional de Cinema de Berlín. També va ser candidata al Premi Documental de la Berlinale, així com al premi Teddy al millor documental, el qual finalment va obtenir.

## Distribució
Entre d'altres, el film ha estat projectat al Festival Internacional de Cinema de Karlovy Vary, el Festival Internacional de Cinema de Toronto, l'Atlantic International Film Festival, el Festival Internacional de Cinema de Sant Sebastià, el Festival Internacional de Cinema de Vancouver i el Festival de Cinema de Nova York.